# Millport (Escòcia)
Millport (gaèlic escocès: Port a 'Mhuilinn) és l'única ciutat de l'illa del Great Cumbrae al Fiord de Clyde, està situada al consell del North Ayrshire (Escòcia). El poble es troba a 6 km al sud de l'escalonada de ferri de Caledonian MacBrayne.
El turisme és un aspecte important de l'economia. A causa de la seva petita grandària, l'illa i la seva ciutat estan sovint lligades a la ment dels visitants i residents i Great Cumbrae sovint es coneix com a Millport. L'illa ofereix vistes a l'Illa de Arran i a la seva veiïna més petita que es troba a escassos quilòmetres de distància, anomenada Little Cumbrae. Les Cumbraes són coneguts com els Kumreyiar en la Saga nòrdica de Haakon Haakonarson.
Millport té la catedral més petita existent a les illes Britàniques, la Catedral de Les Illes.

## Etimologia
El nom gaèlic de Cumaradh significa "lloc del poble Cymric", referint-se als habitants de parla britànica del regne de Strathclyde. Alternativament, el nom de Cumbrae pot derivar de Kil Maura que significa "cel·la o església d'una santa".

## Història
Garrison House, amb la catedral cap a l'esquerra.
La Casa de la Garrison al centre de la ciutat, construïda en 1745, era anteriorment la caserna / la casa del capità, després la casa del comte de Glasgow, i ara es troba en propietat de la comunitat.
Durant el desenvolupament del riu Clyde com a via principal de mercaderies, construcció naval i contraban, Millport era una base estratègica per a duanes i impostos especials. Diversos dels carrers de Millport tenen el nom de membres de la tripulació del cortador d'ingressos Royal George.
L'era victoriana va ser un període de ràpid creixement, tant en termes de població, governança, comoditats i propietat. A l'oest i a l'est del port vell, es van construir moltes vil·les vitorianes i eduardianes, juntament amb nous habitatges. Molts d'aquests van utilitzar roca extreta de The Eileans. Aquestes cases grans encara constitueixen la columna vertebral de l'habitatge.
La catedral de les illes de l'església episcopal escocesa, acabada el 1851, té capacitat per a 100 persones. És la catedral més petita de Gran Bretanya i es descriu diversament com "la catedral més petita d'Europa", "la segona més petita d'Europa", o "probablement la més petita d'Europa". Diverses esglésies, com ara les catedrals de Nin i Zadar a Croàcia, reclamen aquest títol.

## Turisme
Millport, juntament amb Rothesay a l'Illa de Bute, és famós amb generacions de daytrippers de Glasgow com un dels centres turístics visitats que van a "anar a la llera" (a baix de l'aigua), és a dir, fer un viatge a bord d'un vapor de vapor de River Clyde. Al mateix temps, era freqüent que els visitants es quedessin durant diverses setmanes durant l'estiu, però avui en dia el comerç turístic primari arriba en forma de daytrippers. Això es deu principalment al creixement de vacances conjuntes a Espanya i Balears en els anys seixanta. Encara es pot gaudir d'un dia de festa tradicional per part de PS Waverley que convoca a Millport dues vegades per setmana durant l'estiu, una vegada originat a Ayr i una vegada a Glasgow.
Millport té un hotel i una casa de convidats, així com moltes vacances, amb detalls al seu lloc web dedicat.
Un dels fites més coneguts de Millport és la roca de cocodril a la vora de la mar. Ha estat una característica des d'almenys el 1913, ja que va ser aquest any que Robert Brown va ser reconegut pel consell pel treball.
Millport té la casa més estreta del món, The Wedge, que a la seva part frontal, mesura només 47 polzades o 1,19 metres. La casa té 22 peus de llarg per 11 peus d'amplada en el seu punt més ample.
Millport Bay conté diversos amarratges de visitants basats en donacions i és una destinació popular per als mariners a l'estiu. Hi ha un petit vaixell a l'extrem occidental de la ciutat.
La ciutat acull el Festival de Música Independent més gran d'Escòcia, conegut com a Millport Country Music Festival al setembre de cada any, i es fa una exhibició de focs artificials durant el cap de setmana de setembre.

## Educació

### FSC Millport
Situat a la riba oriental de l'illa de Cumbrae al Firth of Clyde, el FSC Millport està idealment situat per a la docència i la investigació biològiques marines, abrigat i fàcil d'arribar a una gran varietat d'hàbitats marins, com ara costes rocoses, sorrenques i fangoses, sal aiguamolls, una gran ria i aigües profundes amb fangs suaus, graves i rocoses.
El Consell de Estudis de Camp (FSC) va iniciar el funcionament del centre de camp FSC Millport el 2014 després del tancament de l'Estació Biològica Marina Universitat Millport, dirigida per la Universitat de Londres (UoL) el 2013. El FSC va construir noves aules i allotjament per atendre a l'escola i la universitat visitants que realitzen estudis de camp, així com Real Family Holidays.
El centre té un patrimoni que va començar el 1885 quan Sir John Murray, un oceanògraf escocès pioner, biòleg marí i limnòleg, va establir un encenedor de 84 peus com a laboratori flotant que ell va anomenar 'The Ark'. Murray havia estat naturalista en The Challenger i va seleccionar a Cumbrae com el millor lloc per perseguir el seu interès per la biologia marina. Es va formar un comitè l'any 1894 per construir l'Estació Marítima i, encara que Murray va morir abans que es completés, els científics que va portar a l'illa van ajudar a definir estudis primerencs en Biologia Marina.
David Robertson era un naturalista escocès, també conegut com a 'Cumbrae naturalista'. Va establir Millport com una àrea important per a la investigació biològica, i segons el seu suggeriment, més científics van estudiar allà.

### Centre Nacional de Formació d'Esports Marins Cumbrae
Great Cumbrae acull un centre esportiu Esportiu d'Escocia que ensenya una gran varietat de cursos, incloent vela, windsurf, paddlesports, creuer i ioters. El centre disposa d'edificis d'estil xalet que ofereixen allotjament, espais d'ensenyament i un gimnàs. El centre també allotja grups de busseig.